# María Luisa Blasco
María Luisa Blasco fue una actriz de radio, teatro y televisión española que hizo su carrera en Argentina. Era la hermana de la célebre Ibis Blasco y madre de la actriz Teresa Blasco.

## Carrera
Era hija de María Blasco, una famosa tonadillera española en la década de 1920 que se hizo conocida con el apodo de "La reina de la jota", y que falleció en Buenos Aires en 1966. Al igual que su hermana mayor, Ibis, María Luisa no tuvo participación en el cine pero si una amplia trayectoria en el medio radiofónico y teatral.
En 1931 debuta con la "Compañía de Variedades Blasco Ibis" en la que integraban Ibis Blasco, Margarita Padín y la pareja  Iberia-Ortega, presentando las obras Ramillete María Blasco y La Hora de la Alegría. Posteriormente con esta compañía representó las obras Las alegres panderetas y La sal de la música española en Chile. También trabajó con comediantes como Pablo Palitos y Dringue Farías.
En Chile tuvo una importante carrera en teatros como El Nacional en el que tuvo gran éxito con su compañía integrada por figuras como Edmundo Fuenzalida, Mercedes Gibson y Plácido Martín.

## Televisión
- 1961: La sangre también perdona, teleteatro escrito por Abel Santa Cruz,, emitido por Canal 9, junto con Teresa Blasco, Pedro Buchardo, Carlos Carella, Eva Donge y Fernando Siro.[3]
- 1961: El sí de las niñas, con María Armand, Niní Gambier, Noemí Laserre, María del Pilar Lebrón, Lolita Torres, Esteban Serrador y Fernando Siro.
- 1963: Señorita Medianoche, con Tono Andreu, María Armand, Norberto Blanco y gran elenco.[4]
- 1964: Mi querido sobrino, film televisivo junto con Héctor Coire, Amalia Bernabé, Silvia Montanari y Rudy Carrié.[5]

## Vida privada
Estuvo casada con el actor dramático español radicado en Argentina, Enrique Fernández.